# 林中斌
林中斌（1942年5月7日—），中華民國（臺灣）政治人物、軍事戰略學者，生於雲南昆明，祖籍廣東新會，現居於臺灣新北市新店區，政治立場泛藍，畢業於台大地質系，擁有三碩士、一博士學位，曾任陳水扁政府國防部文職的軍政副部長、國安會諮詢委員、李登輝政府的行政院陸委會副主委。曾精準預言多起國際政治重大事件。為研究中國人民解放軍、國際關係與兩岸關係的專家，現為退休教授，曾任淡江大學戰研所教授、國立中山大學政治系研究所所長、美國華府喬治城大學講座教授。

## 學歷
- 國立臺灣大學地質系學士（1965年）
- 美國鮑林格林州立大學（Bowling Green State University）地質科學碩士（1969年）
- 美國洛杉磯加州大學（UCLA）企業管理碩士（1975年）
- 美國喬治城大學政府系碩士（1978年）
- 美國喬治城大學國際關係博士（1986年），他的博士論文即為《China's Nuclear Weapons Strategy》 《中共核武戰略》一書。

详见：中国大陆与大规模杀伤性武器

## 經歷

### 企業生涯
- 1969年鮑林格林州立大學地質碩士畢業後任地質探勘師，服務於加拿大姜石滿礦業公司（Canada Johns-Manville Co. Ltd.）。於1974年發現美國蒙大拿州靜水白金（鉑、鈀）礦第一個露頭。1975年獲企管碩士後回任地質探勘師，1977年任職滿府磊企業公司（Manville Corp.）世界總部[2]。1978年辭職轉為喬治城大學政治系學生。

### 學術生涯
- 1986年9月成為前美國駐聯合國大使、喬治城大學教授珍妮·柯克帕特里克的助理之一。
- 1987年1月得到博士學位後專任喬治城大學教授珍妮·柯克帕特里克（英語：Jeane Kirkpatrick）（中文音譯：瑾·柯派翠克）的助理。
- 1987年夏到1995年任華盛頓共和黨華府美國企業研究院專任學者兼亞洲部副主任。同一時期並先後任喬治城大學外交學院及政治系之講座教授以及兼任教授。
- 1995年返回台灣後，曾任國立中山大學政治學研究所教授兼所長。

### 政治生涯
- 1996年到2002年擔任行政院大陸委員會副主任委員。1999年底起為第一副主委兼發言人。在2000年第一次政黨輪替時獲留任，主委橫跨張京育、蘇起、蔡英文。
- 2002年到2003年擔任中華民國國家安全會議諮詢委員，秘書長為丁渝洲及邱義仁。
- 2003年到2004年擔任中華民國國防部軍政（日语：軍政 (行政)）副部長，部長為湯曜明。

### 重返學界
- 2004年8月到2012年7月擔任淡江大學國際事務暨戰略研究所專任教授。

## 著作
- 《China's Nuclear Weapons Strategy》 (中共核武戰略 Lexington Books 1988)
- 《PRC Tomorrow》 (明日中國大陸 NSYSU 1996)
- 《Democracy in Taiwan》(臺灣民主化 World Affairs 1992-93)
- 《China's 1989 Upheaval》（中共1989之動盪 World Affairs 1990）
- 《龍威─中國的力量與核戰略》(1992)
- 《核霸─透視跨世紀中共戰略武力》(1999)
- 主編《廟算台海：新世紀海峽戰略態勢》(2002)
- 《以智取勝》(全球防衛雜誌社，2005年)
- 《偶爾言中》(黎明文化出版，2008年)
- 《劍與花的歲月：林中斌凡塵隨筆》(商訊出版，2009年)
- 《大災變：你必須面對的全球失序真相》(時報出版，2012年)
- 《撥雲見日：破解台美中三方困局》(時報出版，2017，與亓樂義合著)
- 《偶爾言中II》(黎明文化出版，2020年)
- 《框外天地：林中斌的異想世界》(黎明文化出版，2021年) [3]
- 《劍與花的歲月Ⅱ》(和平國際出版，2024年)

## 國際政治觀點

### 美國

#### 小布希問鼎白宮與連任成功
林中斌不僅對人民解放軍研究深入，對美國政治觀察同樣透徹。2000年10月，也是美國總統大選進入倒數、戰況激烈之時，當時擔任行政院大陸委員會副主委的林中斌接受新新聞專訪時表示，依美國過去歷史分析，選前3周的民調數字幾乎已定大局，因此小布希在CNN最新民調中領先高爾10%，已可推論小布希勝選機率極大。
2004年小布希再度參選，力求美國總統連任，當時國內外皆認為民主黨候選人克里極有可能勝選，甚至更進一步地討論克里政府日後發展。
林中斌針對美國總統大選撰文「布希連任機率 不容低估」，再度預測小布希將連任成功。結果小布希勝出，連任美國總統，打破了國內外主流專家學者的看法。

#### 黑人入主白宮
在一片看好希拉蕊的主流聲浪中，林中斌撰文「What an Obama presidency means」，並於2008年1月3日刊登在Taipei Times，該文大膽預測2008年美國總統大選歐巴馬將勝選，成為美國歷史上首位黑人總統。
另一篇「黑人可能入主白宮」則於1月4日刊登於台灣蘋果日報。當天美國愛荷華州民主黨初選揭曉，歐巴馬以38%的支持率領先包含希拉蕊等對手，在6月初選結束後，成為民主黨2008年總統候選人，並於2008年11月4日打敗共和黨候選人約翰·麥凱恩，應證了林中斌早在10個月前的預測。

#### 連續四次言中美國總統大選結果
繼2000年、2004年、2008年於美大選投票前數月，準確預測小布希當選、小布希連任及歐巴馬當選結果後，2012年8月13日，林中斌於聯合報撰文「既柔又狠...勿低估歐巴馬」，暗指歐巴馬在一片連任失利的聲浪中，有可能再度出現令人跌破眼鏡的表現。
同年11月初美國總統大選投票數據出爐，歐巴馬連任成功，此結果使林中斌締造了連續四次言中美國總統大選結果的記錄。
| 預測美國總統大選內容 | 時間/資料來源                                                                                           |
| -------------------- | --- |
| 2000年 小布希當選    | 「林中斌大膽預測:小布希問鼎白宮有望」，2000/10/28，新新聞                                               |
| 2004年 小布希連任    | 「布希連任機率 不容低估」，2004/09/09，蘋果日報                                                         |
| 2008年 歐巴馬當選    | "What an Obama Presidency means"，2008/01/03，Taipei Times 「黑人將可能入主白宮」，2008/01/04，蘋果日報 |
| 2012年 歐巴馬連任    | 「既柔又狠...勿低估歐巴馬」，2012/08/13，聯合報                                                         |

### 國際

#### 北京可能不戰而主東亞
2009年3月26日林中斌應邀在英國倫敦知名智庫皇家聯合研究所，以「台灣所面臨新的解放軍挑戰及其對世界的意涵」為題，發表演講。他預言，中國也許不需要發動戰爭就可以掌控東亞地區。北京可能透過官方管道說服美國政府停止對台軍售，同時透過非官方管道讓華府起疑，美國在台灣的軍事科技機密可能被洩漏。飛彈部署是“備而不用”，達到不戰而屈人之兵的目的。如果北京對台灣動武，將先制阻美軍，再拿下台灣。人民解放軍對台灣的軍事行動將是打快速解決的「癱瘓戰」而非「殲滅戰」。
同時買台灣比打台灣便宜2010年6月29日林中斌表示，馬英九執政後，兩岸情勢趨緩，北京意識到「買台灣比打台灣便宜」，「不戰而主東亞」成為北京新戰略，北京將持續對台灣釋放「慷慨善意」，以贏得台灣人心，並動員各方力量推動兩岸軍事互信，包括施壓華府停止對台軍售。美國協助防御台灣固然符合其國家利益，但隨著美國經濟下滑，軍事預算面臨困境，美國防衛台灣將力有未逮。

#### 中日、中越、南海「鬥而不破」
在釣魚台問題及南海主權問題上，林氏皆認為，東亞各國都心知肚明「安全靠美，貿易靠中」的現實。因而在釣魚台及南海問題上，各國皆只會「對外強硬，對內收割」，不會真正爆發戰爭。而在南海立場上，北京當局不會理會國際仲裁的結果、日本低調求和、美國姿態軟化，因而南海仲裁案將成歷史腳註。

#### 中美爭鬥前景
2019年在台北News 98電台的專訪中探討「中美必有一戰說法」認為所為目前國際上的修昔底德陷阱理論者都是發表謬論，因為潛艦發射的核武器所形成第二擊現象發明出來後，大國間全面戰爭已沒有可能性，另一方面這些西方視角教育的學者對中國文化歷史了解貧乏，林中斌表示北京目前已經擬定最高戰略以孫子兵法和毛澤東游擊戰術為最高思想，孫子兵法名為軍事思想其實核心是主張儘量減低用軍力，以外交、經濟、文化為主攻手段，瓦解敵方大量戰力於無形領域，最終必要時才最少使用軍力和其代價，達成實質長久的勝利。而思維停留在克勞塞維茲圈圈中的很多西方人無法跳出框架。
同時毛澤東游擊戰術來自孫子思想的變形，強調避開敵方來勢洶洶的鋒芒，採取假性撤退和低姿態，尋機在意料之外領域開闢新戰場，在敵方想不到的地點製造殺傷力。他預言中美貿易戰將幾年內收場與一些商界人士預言截然不同，理由是經濟理論與歷史證明從沒有打貿易戰最後能使自己強大的範例，只是百姓相互受損的煎熬，而誰能熬到最後是贏家，這點上不用選舉的習近平占優勢，美國和其他波及的相關國隨著一場場選舉鄰近或失利，將尋求快速收場，中國大陸將做出象徵性的一些退讓而將來用別的方式討回。同時長線來看旁觀的大量欠發展國家將從事件中領悟到西方是不值得信任對象，更加有動機加入一帶一路計畫為自己爭取更多保障。

#### 指出F35戰機瑕疵累累
林中斌指出人類有史以來最昂貴的戰機F35是「瑕疵一籮筐」：航程不夠長、攜帶的武器不夠支持地面作戰、空戰時轉彎靈活性不足、降落航母所用尾鉤位置不對容易失誤、閃電擊中會爆炸、駕駛會缺氧而死（已發生）。目前，三架試飛的只有一架未來半年可使用。此外，垂直降落尚未試過，炸彈飛彈武器也尚未發射過。更妙的是，它已研發十年了，但其作戰軟體還在電腦設計中，因為藍圖每天要改十次，一周要改七天。

#### 預言金正恩不容低估
林中斌表示勿再低估北韓領袖金正恩。其對外強硬，看似瘋狂，其實是因目標在內部。而金正恩在剷除國內異己後，將鞏固權位，成為最大贏家。

### 兩岸

#### 北京政局
- 料中江澤民退出軍委

2004年，江澤民於中共十六屆四中全會上交出軍權，辭去中共中央軍委主席，此結果與國安局、陸委會及美國官方情蒐研判結果大相逕庭，林中斌卻早在2002年就點出這個結果。2002年12月，林中斌於聯合報撰文表示，當時表象上意氣風發的江澤民，實際上早已埋下許多負面因素，而胡錦濤未來發展卻不容小覷；林中斌更進一步推論，江澤民留任中央軍委主席一職不會超過兩年。
- 料中胡錦濤裸退

與主流看法相左, 林氏事先兩度於2012年4月及10月成功預測2012年年底11月中共十八大時，胡錦濤將“裸退”——辭去黨總書記及軍委主席。
- 料中甫上位、表面低調的習近平將成強勢領袖[22]。
- 料中王岐山將留在中共核心權力圈[23]。

2017年10月，林氏預測王岐山將留在北京核心權力圈中，惟十九大中共政治局常委名單公布後，無王岐山，一時媒體均以為其失準。然而，2018年3月17日，王岐山以沒有任何黨內職務的身分當選中共國家副主席，林氏再度料中。

#### 料中台海飛彈危機
林中斌為研究人民解放軍的專家。在1995年時任美國共和黨重要智庫「美國企業研究院」亞洲部副主任曾提出論文警告，指出向中國傾斜的美國總統柯林頓「戰略模糊」，必會引發中國企圖測試美國底線，而向台灣發動「次軍事行動」。
、林中斌當時提出的報告，並未立即受到華府與學界的重視，直到1996年3月台灣海峽飛彈危機之後，這些報告才全部被找出來重新討論。李登輝也破格啟用林中斌為行政院大陸委員會副主委。

#### 台灣已失去軍力質量優勢
2011年1月12日，殲-20試飛以後林中斌表示，中華民國空軍已失去台海的空軍質量優勢，即使向美國採購F-16C/D，兩岸軍力的平衡也不復存在。林中斌指出，北京的東風-21中程多彈頭彈道飛彈，加上潛艦以及殲-20，意義在於告訴美國，第一島鏈已經守不住了，而且也不要再到台灣海峽來了，北京不戰而主東亞的大謀略就要實現了。並且經濟上中國的外匯存底已經達到2.8兆，可望突破3兆，有雄厚的實力。林中斌認為，台灣應扮演善意催化劑的角色，與彼岸分享長年政治、經濟、社會改革的實驗成果。
2017年1月林中斌接受中國官媒《環球時報》專訪時表示，兩岸存在和平統一的可能性，只是時間還沒到，同時認為若是中國若犯台，台灣撐不過72小時。

引發議題後林中斌又受訪表示環球時報該段未刊登完整語意：台灣只能抵擋72小時不是我核心看法，當時是以述說資料的語氣提及歷任台國防部長都曾說過抵擋時間在72小時到一個月之間。內幕可能是北京有人對反貪不滿將台灣問題操作為鬥爭習近平工具

#### 兩岸趨勢
林中斌多次在個人臉書表明兩個一百年計畫的提出幾乎已經明確暗示，2049年中華人民共和國的建國一百年國慶那天之前台灣問題必須解決，但不可能在一種戰火紛飛的時刻下，所以若是武統那日程絕不是2049年當年，而是大幅提前十年廿年都有可能，和統的話則另說，台灣永不可能知道詳細的計畫與策略內容。但蔡英文上台後的諸多跡象表明，2016年後未來數年將以「窮台」為主攻手段，逐漸讓台灣民眾深刻感受到經濟枯竭的感受以承認面對大陸的巨大影響力，同時打擊蔡政府威信，另一方面迫使一些年輕人到大陸求職從而跳脫台灣媒體環境，用真實的眼光見證大陸發展。
媒體報導林中斌2017年6月7日貼文引用友人之友的看法表示中國大陸沿海大城市發展已經進入一種人文素養與社會軟體層面的提升階段，並非純粹大型硬體建設階段，台灣一些偏頗眼光還用20年前的印象在想像大陸，在自身硬體建設大大落伍時還有一種安慰想法認為自己軟體方面和人文方面還是領先，事實證明上海等城市的新現象終究會擴散到全國，屆時台灣的下一代只能自求多福。對此林中斌多次澄清只是分享貼文，該文內容並不代表他本人看法。
2017年7月12日發表專文表示台北生活品質及人民善良謙讓為北京太子黨所愛而上海生活便捷與文化提昇為台灣跨國企業精英所喜。雙方各講對了一半。

#### 蔡英文突破困境
2018中旬接受美國記者訪問與後續臉書貼文表明，目前許多媒體人和柯文哲所判斷的蔡英文被深綠脅持是事實。
蔡英文當總統之前管過最大機構就是200人的陸委會，她沒管過縣市或大部會，所以一方面行政經驗不夠二方面人才與人脈庫存都極少，加上她在民進黨中是外來者，始終與其他人隔有一層，現在在民意支持下滑中又面對選舉困境，她只能尋求靠向深綠換取最即時又廉價的黨內一派人支持。讓整個政治遊戲還能勉強運轉下去，若是敗選後失去黨主席地位又被全社會視為連任無望，那她政治生命將迅速枯萎，屆時很可能是陳水扁末期的放大版，也就是在台獨路上更加飆車以尋求深綠最後的支持，或採取放手投降讓位給賴清德，只能二選一。
但是，在2019年5月7日的[聯合報]「小英連任 情勢翻升」專欄上，林中斌認為習近平1月2日發表的「習五點」，以及3月31日的解放軍軍機繞台，蔡以總統及三軍統帥身分強硬回應，均拉抬了其支持度。而蔡若連任成功，兩岸將啟新局。

#### 預言川普當選
林中斌在2024年1月12日、2月22日以及10月17日時，即在聯合報專欄上三度預言川普當選。一月時川普官司纏身、經費困難，不過林教授已指出「越審越旺」、「拜登失政」、「教派力量」這三項原因；二月時的評論則進一步預測川普上台後特別在國防和外交上的政策；至於十月時，林教授指出對賀錦麗的四項警訊，並認為川普已有「勝選的潛流」。
相較之下，在10月17日和11月1日時，兩位多年預測美國總統選舉的專家（分別為美利堅大學的Allan Lichtman和民調研究者Ann Selzer）皆預言川普將落選。
最終，川普在11月7日重返白宮。

## 家庭
- 父親林文奎，（1909年－1980年），生於廣東新會，清華大學經濟與地學雙料學士，1934年中央政府航空學校（今中華民國空軍軍官學校）第二期第一名畢業，隨即官派赴歐留學四年，1940年任陳納德的機要秘書與情報室主任。抗戰期間，同時具有軍統情報人員身份，直接受戴笠領導。1945年勝利後任臺北第23地區空軍司令，曾因為看不慣陳儀與手下紀律敗壞，上萬言書請蔣中正撤換陳儀。結果拂逆當道，在1946年辭去第23地區空軍司令一職，離開台灣入英國皇家空軍參謀大學，並以優異成績畢業，獲英國國王喬治六世嘉勉。1948年，應國防部長何應欽電召，出任聯合國中華民國軍事代表團空軍參謀。[42]。1953年應孫立人邀請任陸軍總司令部情報署署長。1954年黃接任中華民國陸軍總司令，林文奎在歡迎宴會上公然辭職[2]。於1963年以上校軍階退役，轉任兼任教授。1980年逝世[43]。
- 母親張敬（1912年－1997年1月4日），生於貴州安順，北平女子文理學院畢業，北大研究所肄業，任教於西南聯大；來台後，先後任教於東港空軍參謀學校（國防大學空軍指揮參謀學院前身）、國立台灣大學中文系[2]。專長宋詞、元曲及明清戲曲。1997年1月4日病逝於臺大醫院。[43][44]
- 弟弟林中明，居住在美國。
- 1995年7月1日林中斌與小他24歲的張家珮結婚[2]。
- 個人興趣包括古典音樂、現代藝術、電影、攝影，從科學探索宗教、登山、游泳、板球等。